# Zlonice
Zlonice (in tedesco Slonitz) è un comune mercato della Repubblica Ceca facente parte del distretto di Kladno, in Boemia Centrale.

## Monumenti e luoghi d'interesse
- Chiesa dell'Assunzione della Vergine Maria
- Castello di Zlonice
- Cimitero ebraico di Zlonice

## Cultura
"Le Campane di Zlonice" è il nome della Prima sinfonia di Antonín Dvořák.